# Леон Тристан
Леон Тристан (пол. Leon Trystan, справжнє прізвище Вагман; 1900, Варшава, Царство Польське — 1941, Одеса, УРСР) — польський кінорежисер, актор, сценарист, кінокритик і теоретик кіно. Брат поета, прозаїка і перекладача Адама Важика

## Біографія
Здобув медичну освіту на факультеті Варшавського університету. По закінченні навчання працював у міських театрах. Акторський дебют у кіно — фільм «Таємниці Налевок» (1921). Перша режисерська робота — короткометражний німий фільм за оповіданням Стефана Грабінського «Коханка Шамоти» (1927). З 1939 — в СРСР, працював на Одеській студії асистентом режисера. Загинув при евакуації з міста.